# Joanna Glass
Joanna McClelland Glass (geb. als Joan Ruth McClelland, * 7. Oktober 1936 in Saskatoon) ist eine kanadische Dramatikerin.

## Biographie
Glass wurde nach ihrem Highschool-Abschluss Mitglied der Saskatoon Community Players. Als Mitarbeiterin einer Radiostation übersiedelte sie nach Calgary, wo sie in Betty Mitchells Amateurtheater Workshop 14 eintrat. Mit einem Auftritt beim Dominion Drama Festival 1957 gewann sie ein Stipendium für ein Schauspielstudium am Pasadena Playhouse in Kalifornien. Sie übersiedelt dann nach New York.
1972 wurden ihre ersten Stücke (Canadian Gothic und American Modern) unter Leitung von Austin Pendleton am Manhattan Theatre Club uraufgeführt. Die kanadische Premiere fand am Pleiades Theatre in Calgary unter Kenneth Dyba statt. Canadian Gothic wurde für die CBC (1974) und die BBC (1983) adaptiert und blieb Glass'
erfolgreichstes Theaterstück.
Weitere Stücke wurden in Kanada und den USA uraufgeführt. If We Are Women (der Titel ist ein Zitat aus Virginia Woolfs A Room of One's Own) hatte beim Williamstown Theatre Festival in Massachusetts 1993 Premiere. Das Stück wurde dann in Vancouver, Montreal, Calgary und Edmonton und in England mit Joan Plowright in der Regie von Richard Olivier gespielt. Daneben verfasst Glass auch zwei Romane.

## Werke

### Theaterstücke
- Canadian Gothic, 1972
- American Modern, 1972
- Artichoke, 1975
- To Grandmother's House We Go, 1980
- Play Memory, 1983
- If We Are Women
- Yesteryear, 1989
- Trying, 2004

### Romane
- Reflections on a Mountain Summer, 1975
- Woman Wanted, 1984